# 長岡空襲

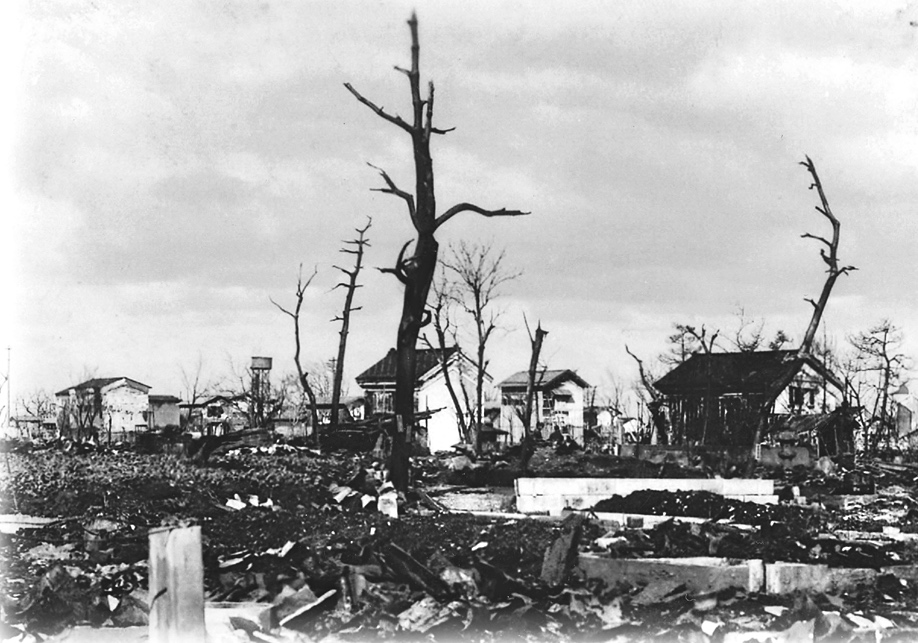
長岡空襲により焦土となった長岡市中心部。長岡市殿町から長岡市表町をのぞむ。

長岡空襲（ながおかくうしゅう）は、第二次世界大戦（大東亜戦争）末期の1945年8月1日の日本時間午後10時30分から翌8月2日の未明午前0時10分の間に、アメリカ軍により行われた空襲。新潟県長岡市の中心部市街地を標的に焼夷弾が大量に投下された。これにより中心部市街地の約8割が焼失し、長岡市長だった鶴田義隆を含む1480人余りの市民が死亡した。罹災戸数は11986戸にも及ぶ。

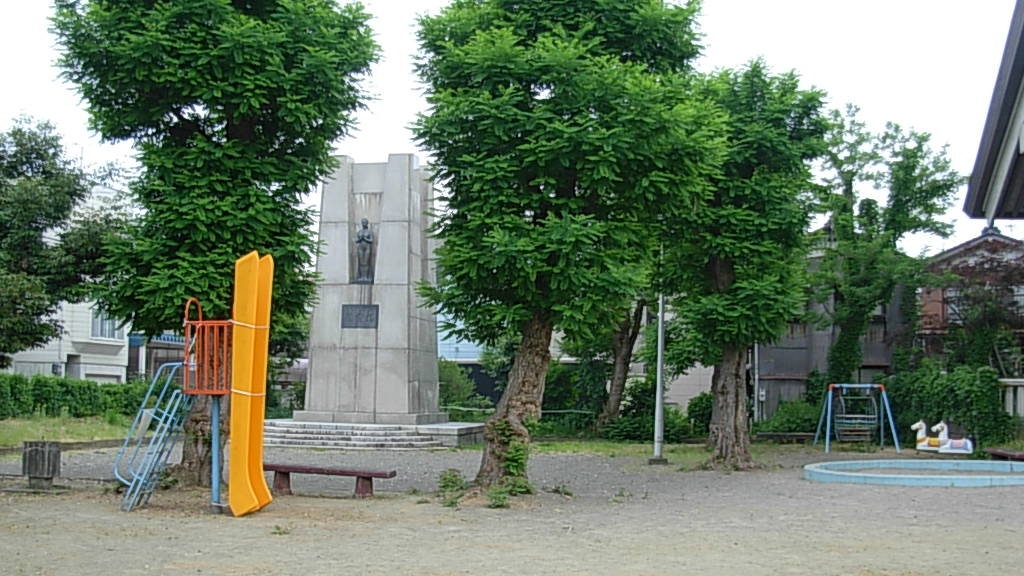
平潟公園の長岡市戦災殉難者慰霊塔。

これを慰霊して平潟公園には長岡市戦災殉難者慰霊塔が、昌福寺には戦災殉難者之墓が建立された。また、長岡空襲に関する施設として長岡戦災資料館が開館している。

## 被害状況

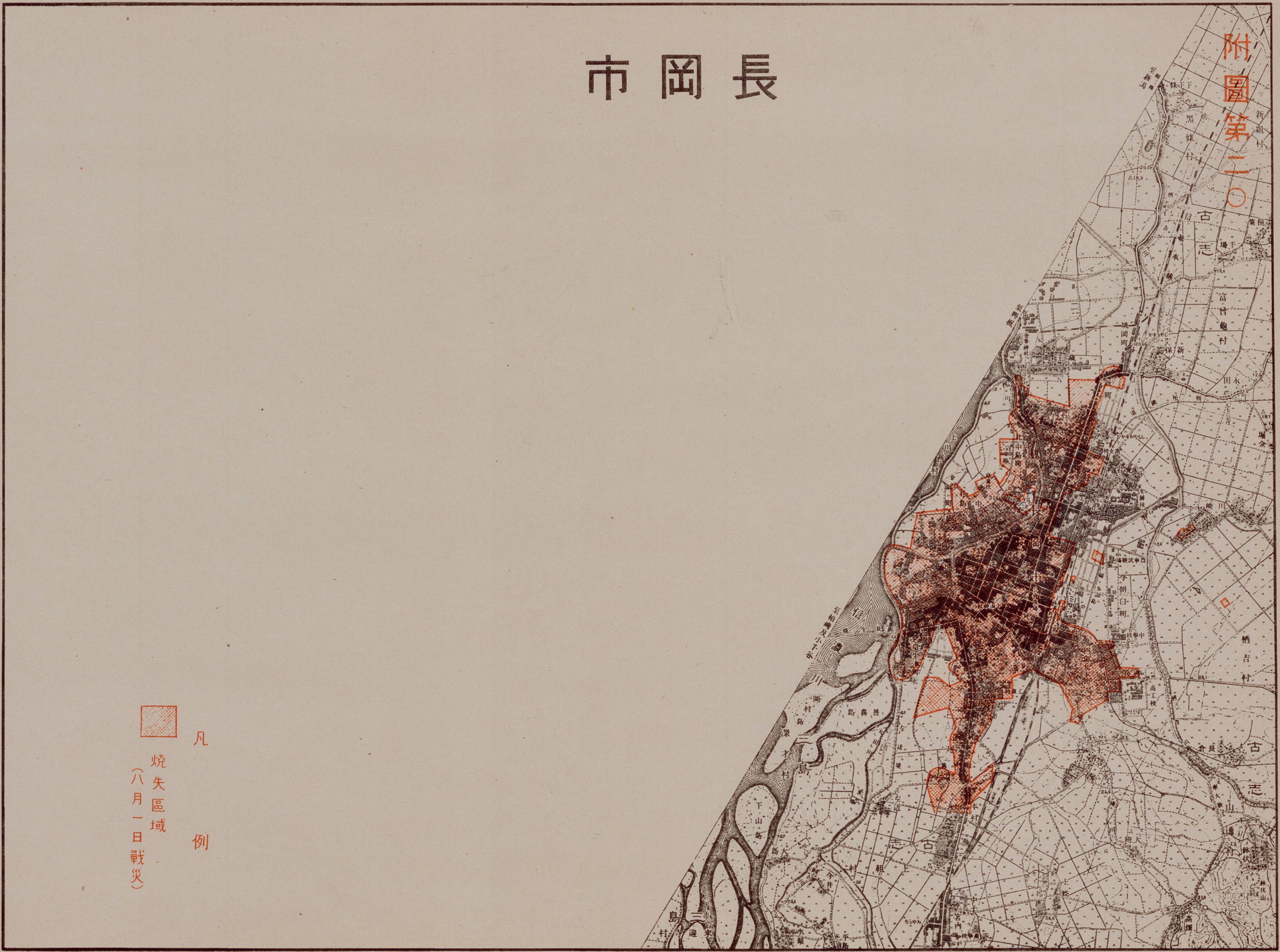
『戦災概況図長岡』1945年12月、第一復員省資料課作成

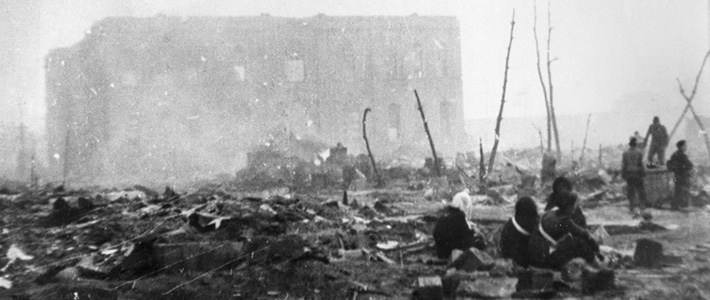
長岡空襲で焼け野原となった長岡市の中心部。後ろに見える建物は当時の長岡郵便局。（長岡戦災資料館所蔵）

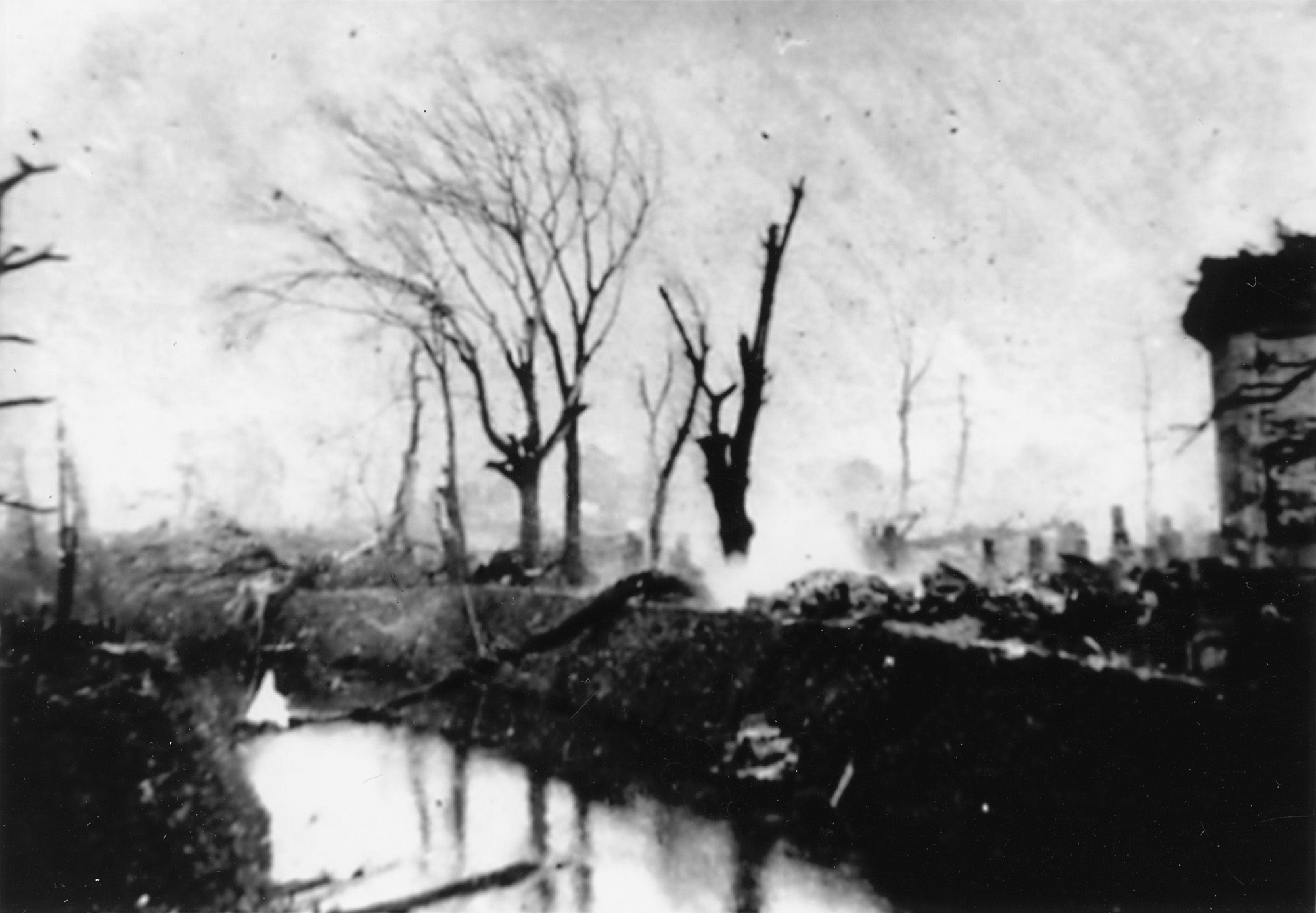
長岡空襲直後の柿川。

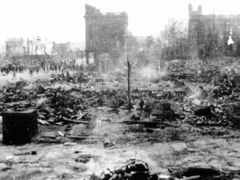
長岡空襲で焼け野原となった長岡市の中心部。大手通りから見た長岡市公会堂（写真右）と安栄館（写真左）。

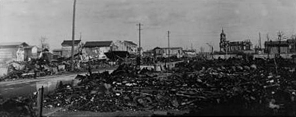
長岡空襲で焼け野原となった長岡市の中心部。表町通りから六十九銀行をのぞむ。

- 罹災時の人口 - 74,508人（1945年7月）
- 爆撃機の数 - B29爆撃機125機（テニアン島第313航空団）
- 投下爆弾量 - 924.3トン（各種焼夷弾163,456発）
- 死者数 - 1,488人[注 1]（長岡市確認分。2019年1月17日時点）[7]
- 罹災戸数 - 11,986戸

## 経過
※日時はいずれも日本時間

### 航空団の動き
- 1945年8月1日
  - 15:03-17:40 - テニアン島離陸
  - 18:18-20:58 - 硫黄島上空通過
  - 21:16-22:37 - 日本本土上空到達
  - 22:35-23:58 - 長岡市上空
  - 23:06-翌00:28 - 日本本土離脱

- 1945年8月2日
  - 05:33-07:42 - テニアン島着陸

### 現地の動き
- 1945年8月1日
  - 21:06 - 長岡市に警戒警報発令
  - 22:26 - 警戒警報が空襲警報に変わる
  - 22:30 - 焼夷弾爆撃始まる

- 1945年8月2日
  - 00:10 - 空襲終了
  - 00:35 - 空襲警報解除
  - 02:17 - 警戒警報解除

## 使用された焼夷弾

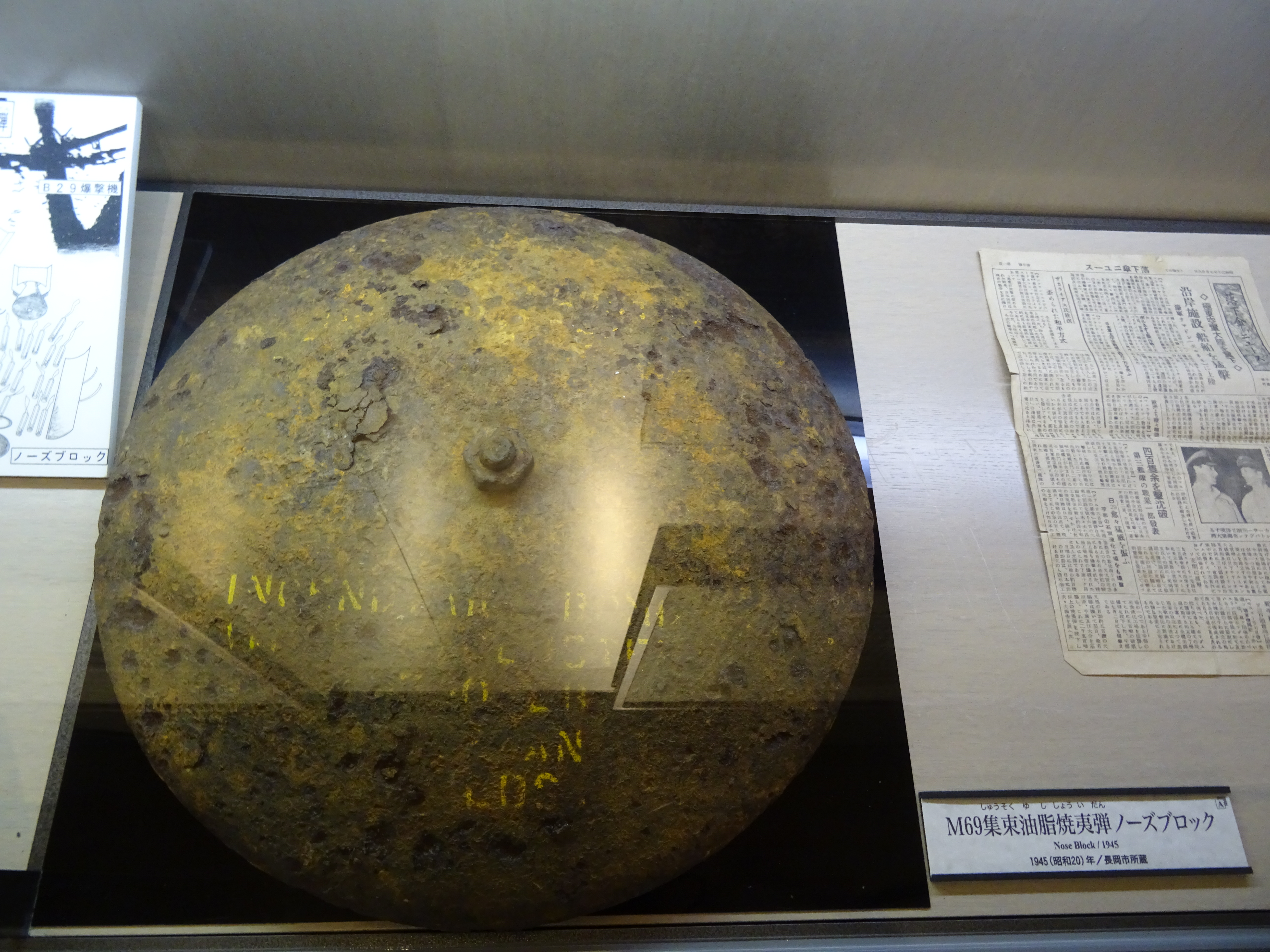
長岡空襲で使用されたE69集束焼夷弾のノーズブロック。新潟県立歴史博物館の展示。

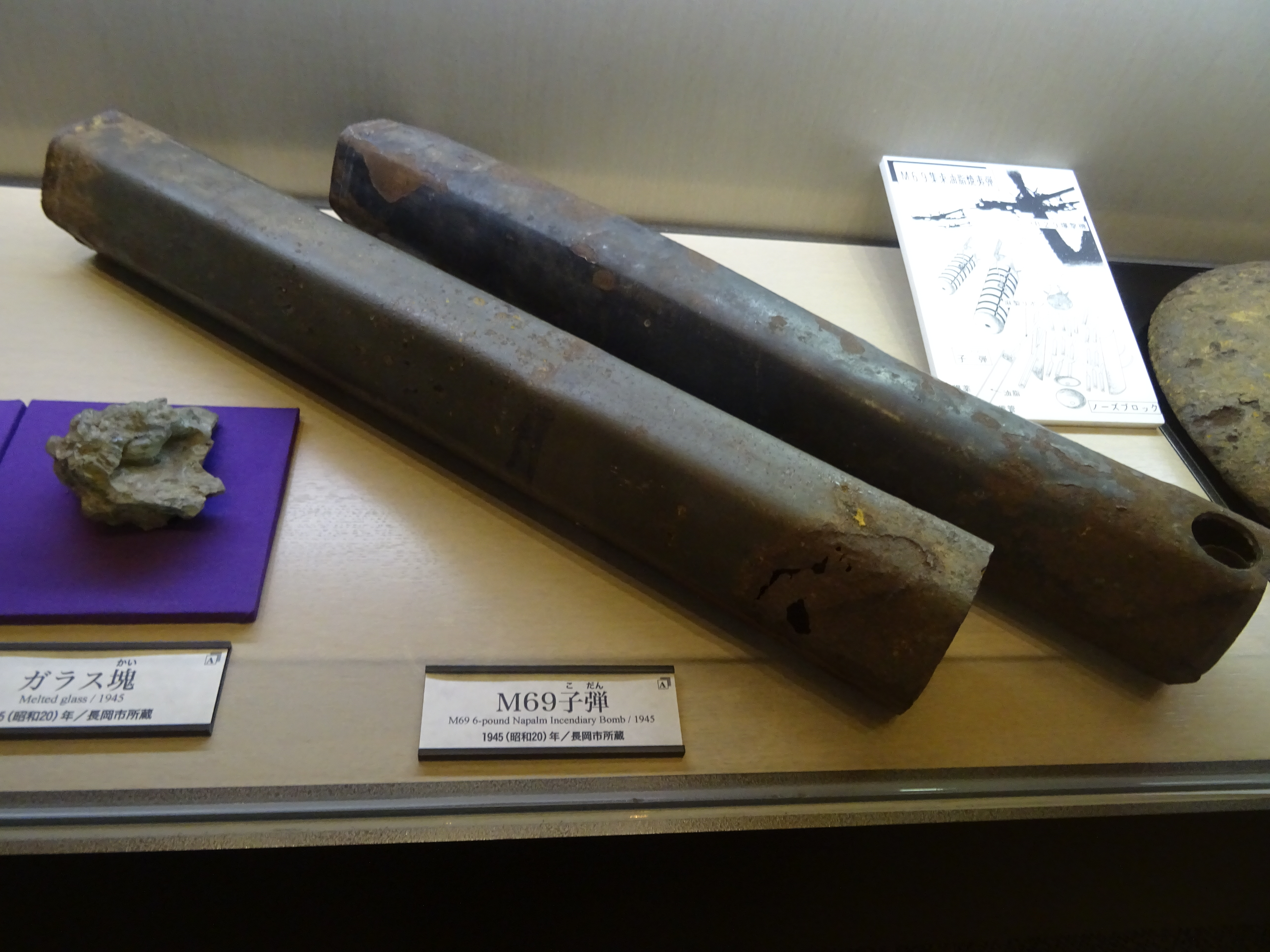
長岡空襲で使用されたM69子弾。新潟県立歴史博物館の展示。

- E46集束焼夷弾（4,244発） - M69子弾38発が束ねられたもの。主として用いられた。
  - M69子弾（161,272発） - 火のついたゼリー状の油脂ガソリン（ナパーム）をまき散らし、あたりを火の海にした。
- M47焼夷爆弾（2,172発） - 先導のB29が後続への目印に投下した大型ガソリン焼夷爆弾。河に入ってもガソリンに火がつき逃げられない。
- M47-WP 黄燐焼夷弾（12発） - 上と同型で、中身が黄燐（消火活動阻止、殺傷目的）。

## その他

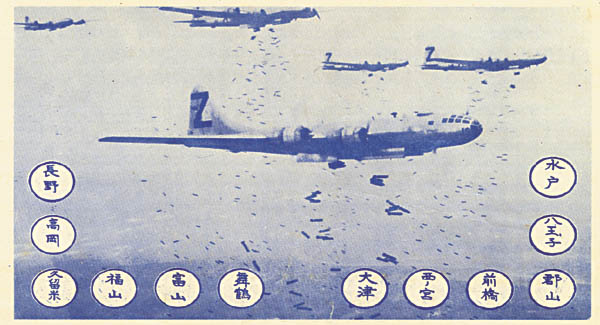
1945年8月1日にアメリカ軍が日本全国の都市に投下した伝単。左側に「高岡」の文字がある。

1945年（昭和20年）7月27日夜から翌28日朝にかけてアメリカ軍が投下した空襲を予告する伝単には、長岡市を含む11都市が記載されていた。
アメリカ軍は長岡空襲のあった1945年8月1日にも日本全国に伝単を投下した。この伝単に書かれている富山市（富山大空襲）、八王子市（八王子空襲）、水戸市（水戸空襲）の市街地は、予告どおりに空襲された。しかし、伝単には「長岡」の文字はなかった。これについては、伝単に「高岡」と書かれていたにもかかわらず、富山県高岡市の空襲被害が小さいことから、アメリカ軍が「長岡」と書くべきところを「高岡」と誤記したのではないかと考えられている。
長岡駅近くの人口密集地が対象となり、市街地の8割が焼き尽くされた。町の中心部にあった平潟神社の防空壕に多くの人が押し寄せたが、ここで約300人と一か所ではもっとも多くの死者が出た。なお、高岡市には個別に空襲作戦の計画書があったことは分かっているものの、大規模空襲はなく、空襲被害は死傷者40人以上、全損家屋20戸程度と、富山市や長岡市に比べて被害が小さい。
長岡市内には越後最大の瞽女の組合である『長岡組』の組織基盤があったが、大戦中に転廃業が急速に進み、長岡空襲によって瞽女屋が焼失して、瞽女1名が焼死したことで衰退がさらに加速したとされる。

## 復興
1946年7月、新潟県が長岡復興建設部を設置して本格的な復興事業に取り掛かった。将来商工業都市としてさらに発展することを想定して、まず専用地域制を重視した土地利用計画に重点が置かれた。大手通りの幅員を36ｍにし、国道8号を直線化して幅員を27ｍにするなど、当時としては破天荒な規模に拡張された。

## 長岡空襲関連史跡

平和の森公園内に建つ平和像

- 模擬原子爆弾投下地点跡地の碑（長岡市左近町、永代橋付近）
- 柿川戦災殉難地の碑（長岡市柳原町、柳原公園内）
- 戦災殉難者慰霊塔（長岡市表町一丁目、平潟公園内）
- 平和像（長岡市本町三丁目、平和の森公園内）
- 長岡空襲爆撃中心点の碑（長岡市坂之上町三丁目、明治公園内）
- 戦災殉難者之墓（長岡市四郎丸四丁目、昌福寺内）